# Leone Sanavia
Leone Sanavia (Campolongo Maggiore, 20 maggio 1907 – Dolo, 2 gennaio 2004) è stato un liutaio italiano.

## Biografia
Nacque a Liettoli, in provincia di Venezia, in una famiglia non particolarmente abbiente. Terminato il servizio di leva si spostò per lavoro in Francia. Visse a prima a Grenoble e poi a Parigi, dove imparò l'arte della lavorazione del legno come restauratore di mobili pregiati.
Prima dell'inizio della Seconda guerra mondiale si trasferì a Milano per poi tornare definitivamente a Liettoli, dove si perfezionò nella costruzione di strumenti musicali.
Le sue doti cominciarono ad essere apprezzate da musicisti di rilievo, italiani e non solo, già sul finire degli anni 40. Specializzato nella costruzione di chitarre, realizzò strumenti per Alirio Díaz, Bruno Battisti D'Amario, Mario Quattrocchi, Salvatore Zema, Angelo Amato, Fausto Cigliano, Domenico Modugno, Mino Reitano e Claudio De Angelis. 
Produsse ogni suo manufatto artigianalmente, usando legni pregiati e componenti costruiti a mano. Alcune sue opere sono state battute all'asta da Sotheby's, Christie's e Brompton's.